# Marie Kotrbová (odbojářka)
Marie Kotrbová (rozená Kolocová, 26. ledna 1904 Žižkov – 24. října 1942 koncentrační tábor Mauthausen) byla učitelka zapojená přes svého manžela Františka Kotrbu do protiněmeckého odboje, popravená nacisty.

## Život
Marie Kotrbová se narodila 26. ledna 1904 v Praze-Žižkově do rodiny Adolfa Koloce a Antonie Kolocové, rozené Hejhalové. Byla vlastenecky založená učitelka hlásící se k Českobratrské církvi evangelické (do které přestoupila v roce 1935), členka Sokola V Nové Dubči. V říčanském a sedlčanském okrese učila na obecních školách (v Kolodějích, Čestlicích a Dubči) ruční práce.
Dne 2. září 1933 se Říčanech vdala za učitele Františka Kotrbu (civilní sňatek). Manželé Kotrbovi bydleli v Nové Dubči v Nádražní ulici čp. 320 (dnes Praha-Běchovice). V roce 1934 se manželům narodila dcera Hana a o rok později syn Ladislav.
Spolu se svým manželem Františkem Kotrbou se za Protektorátu Čechy a Morava zapojila do protiněmeckého odboje. Po zatčení, výsleších a věznění byla převezena do koncentračního tábora Mauthausen, kde byla 24. října 1942 v 8.58 hodin zastřelena ranou do týla.
Její manžel učitel František Kotrba byl zatčen gestapem a při výslechu jej donutili k prozrazení místa pobytu MUDr. Břetislava Lyčky. Lyčka byl podporovatelem výsadku Anthropoid. Po vyzrazení spolupráce s parašutisty zanechal Lyčka večer v úkrytu u architekta Vladislava Čalouna svou ženu a uprchl do jiného bytu. Lyčka se skrýval v domku v Ouběnicích. Dne 21. července 1942 přivezlo gestapo Františka Kotrbu do Ouběnic a poslalo jej do domku, kde měl vyjednat Lyčkovu kapitulaci. Místo kapitulace se František Kotrba a Břetislav Lyčka ve sklepě domku v obklíčení gestapem zastřelili.

## Posmrtné připomínky
- Její jméno (Kotrbová Marie roz. Kolčová[p. 2] *26. 1. 1904) je uvedeno na pomníku při pravoslavném chrámu svatého Cyrila a Metoděje (adresa: Praha 2, Resslova 9a). Pomník byl odhalen 26. ledna 2011 a je součástí Národního památníku obětí heydrichiády.[11][12]

## Galerie

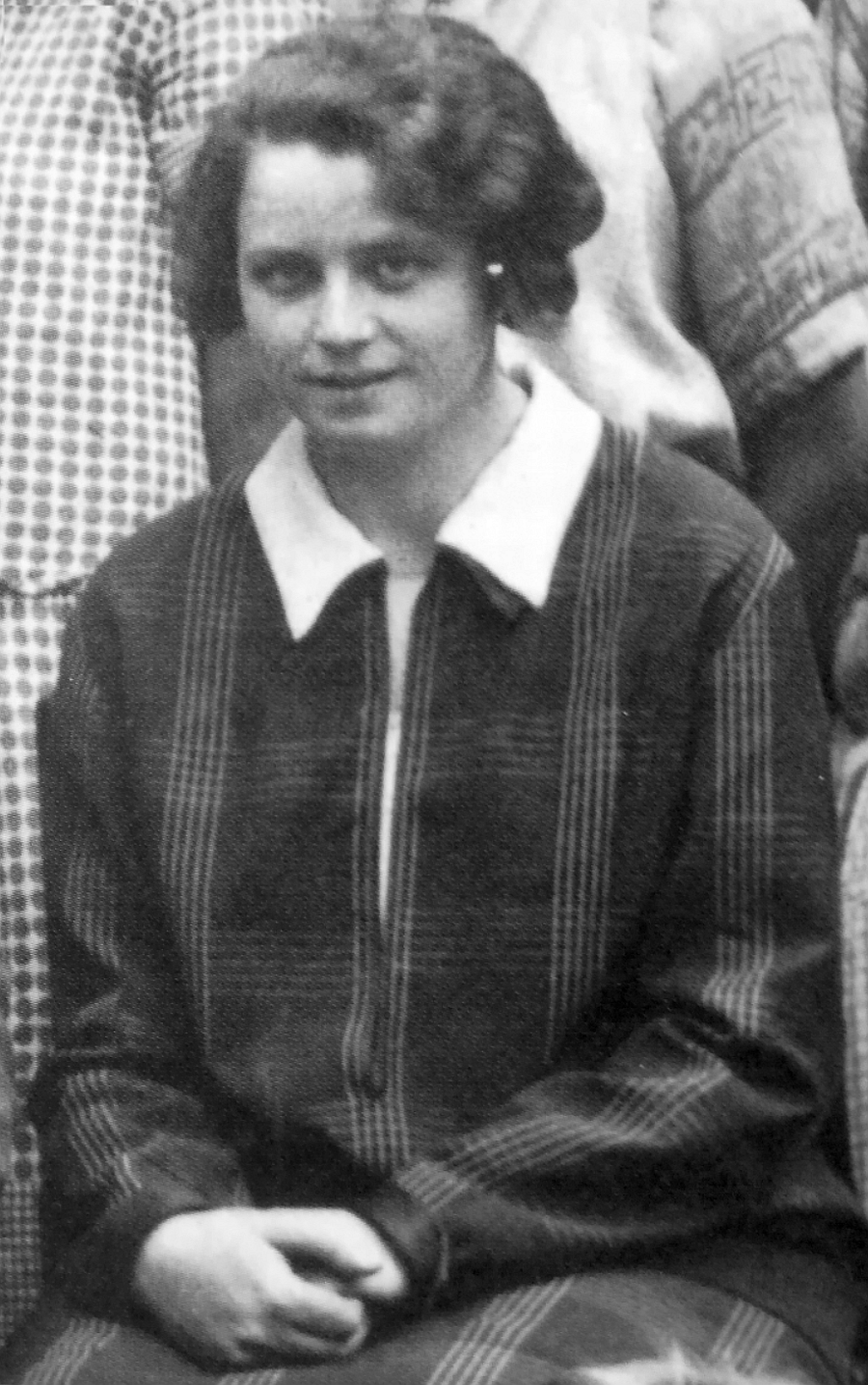
Marie Kotrbová
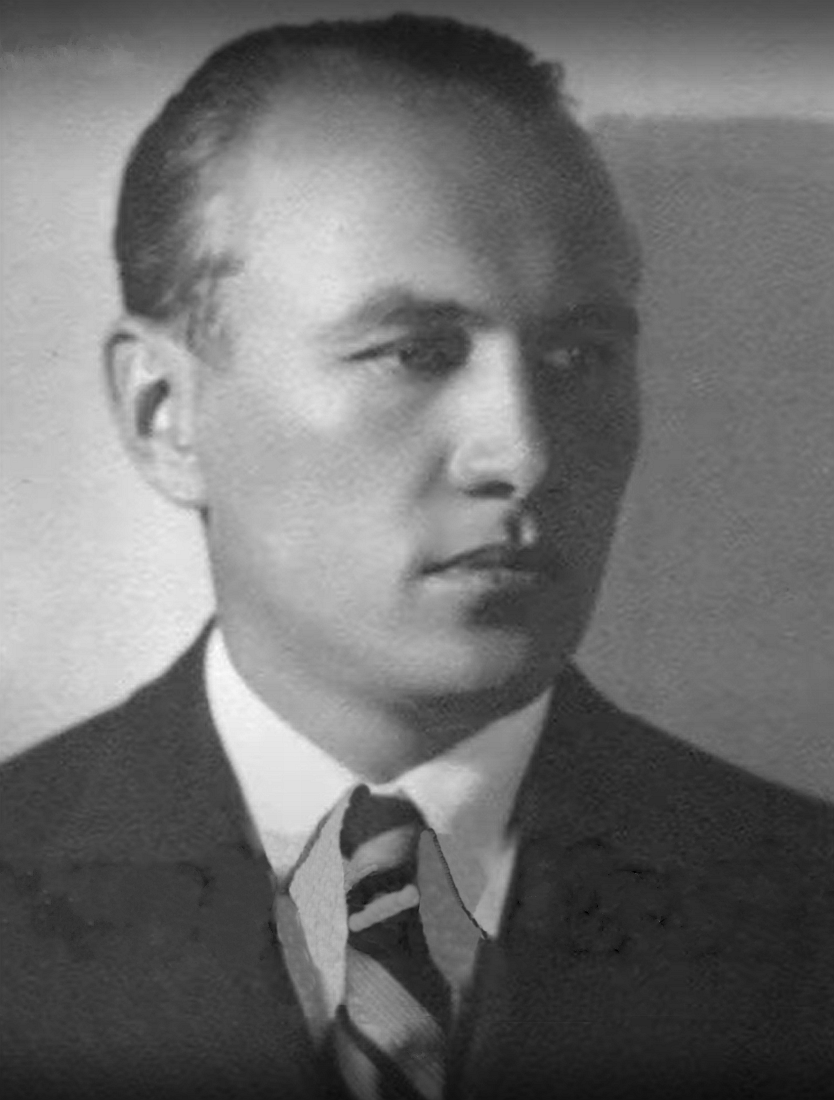
František Kotrba
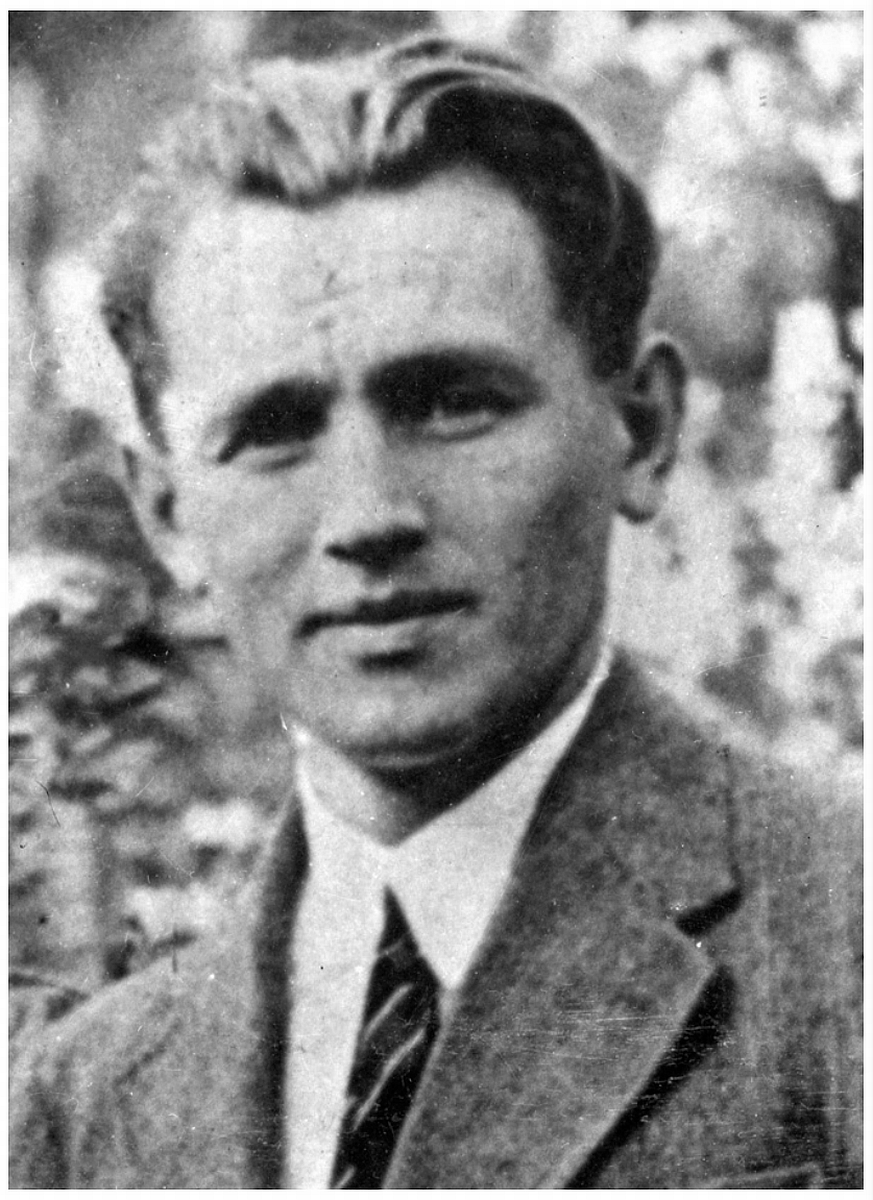
MUDr. Břetislav Lyčka
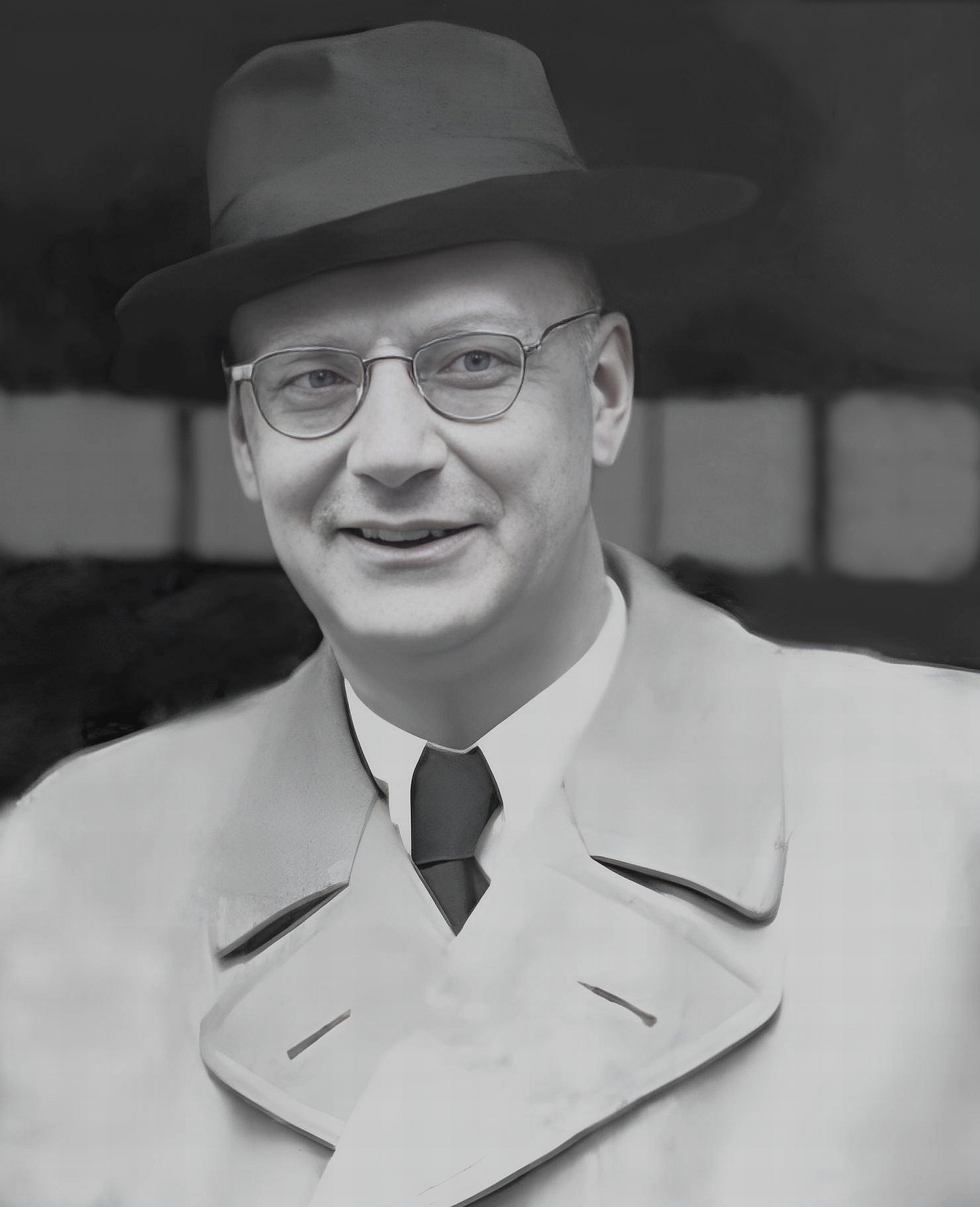
Vladislav Čaloun
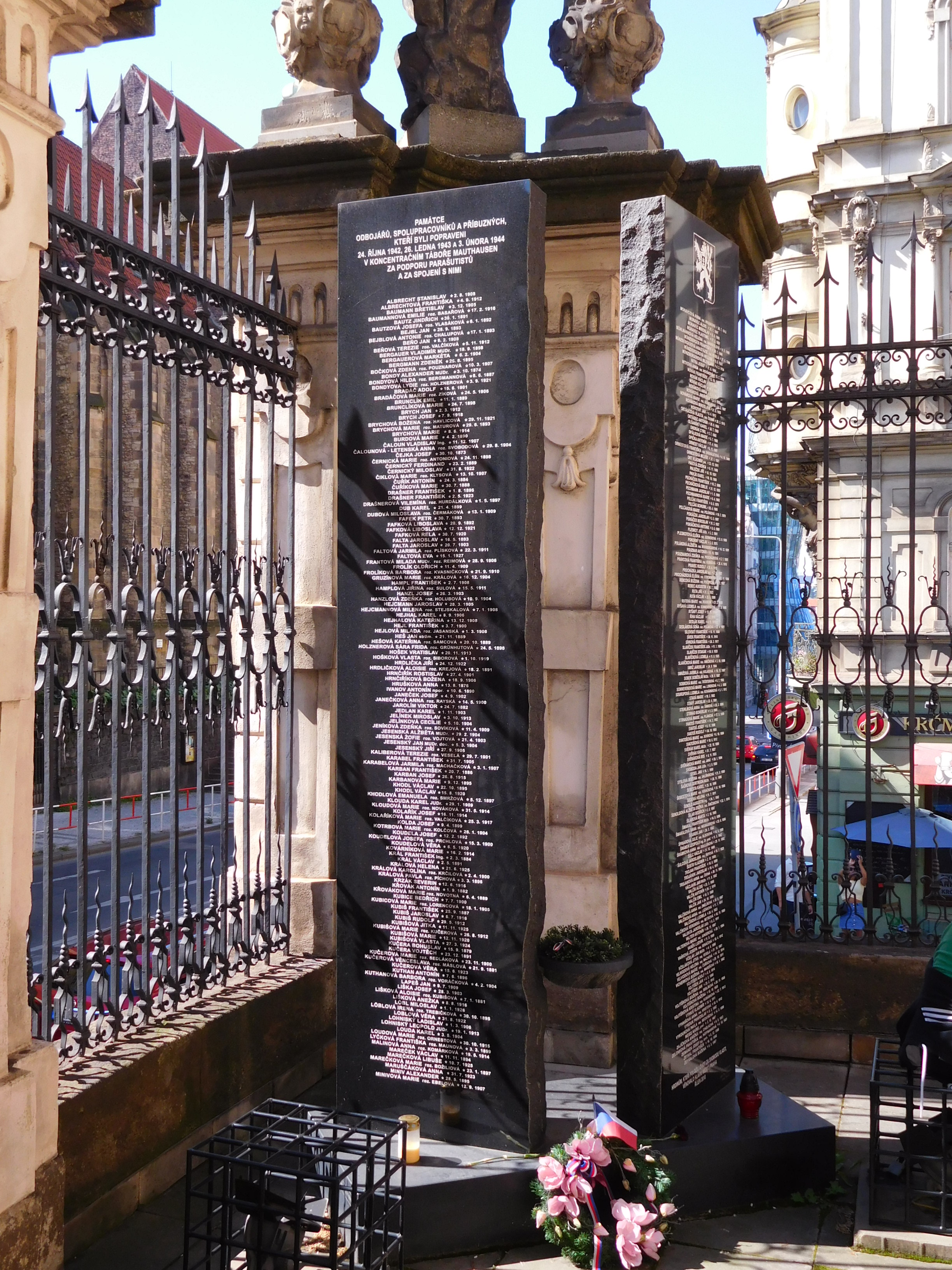
Pomník odbojářům popraveným a umučeným v souvislostí s operací Anthropoid (Resslova ulice)